# تيمحضيت
 تيمحضيت هي جماعة قروية تابعة لإقليم إفران ضمن جهة فاس مكناس في المغرب. بلغ مجموع عدد سكانها حسب إحصاء 2004 حوالي 10080 نسمة يعيشون في 1908 أسرة. تشتهر هذه الجماعة بتربية سلالة أعنام تيمحضيت.

## الموقع الجغرافي

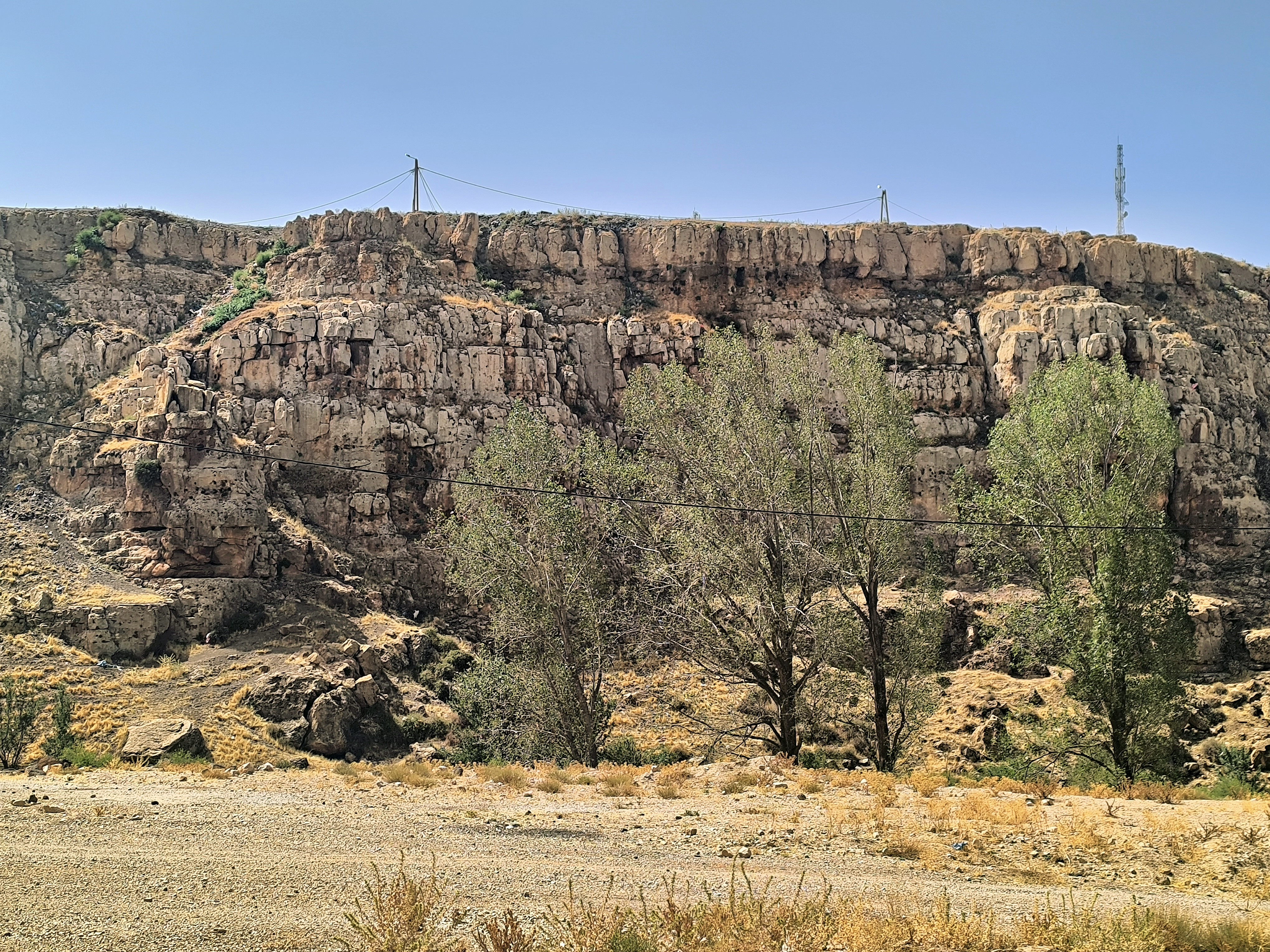
صورة من جبال قرب تيمحضيت

تقع جماعة تيمحضيت على بعد 30 كيلومترًا شرق مدينة أزرو، و40 كيلومترًا جنوب مدينة إفران، و تعتبر من أقدم الجماعات الترابية بالمغرب، أنشئت سنة 1959 وتبلغ مساحتها 64 ألف هكتار. تتشكل تضاريسها من جبال وهضاب حيث يعتبر جبل «بنيج» أعلى قمة فيها بارتفاع يصل إلى 2432 مترًا عن سطح البحر بالاضافة إلى جبال أخرى كجبل «تيسدادين» و«هبري».

## الاقتصاد
ومن أهم الأنشطة التي تشتهر بها ساكنة تيمحضيت نجد تربية المواشي، صنف الغنم الذي يحمل اسم الجماعة القروية نفسها «تيمحضيت» والمعروف على الصعيد الوطني والدولي بالجودة العالية.

## إحصاء عام
| السنة | عدد السكان | عدد الأسر | عدد الأجانب |
| ----- | ---------- | --------- | ----------- |
| 1994  | 8585       | 1490      | °°°°        |
| 2004  | 10080      | 1908      | 0           |

## دواوير الجماعة
تنقسم جماعة تيمحضيت إلى 5 مشياخات وهي:
- مشياخة آيت يعقوب: وتضم دواوير «آيت قسو»، «بودراع» و«المرابطين».
- مشياخة آيت بن حسين: وتضم دواوير «التوميات» «قرصت» «خوانة» و"«كنفو».
- مشياخة آيت حساين أوحند: وتضم دواوير «تعليلت»، «آيت فتخاوي»، «حجارة»، و«بوتيسار».
- مشياخة آيت محند: وتضم دواوير «آيت غانم»، «آيت سعيد أوعمر»، و«ابن يوسف».
- مشياخة تمحضيت المركز: وتضم الحي الإداري المركزي.